# Stary Dzików
Stary Dzików est une localité polonaise, siège de la gmina de Stary Dzików, située dans le powiat de Lubaczów en voïvodie des Basses-Carpates.